# Тирштайн (округ)
Тирштайн (нем. Thierstein) — округ в Швейцарии. Центр округа — город Брайтенбах.
Округ входит в кантон Золотурн. Занимает площадь 102,28  км². Население 13 835 чел. Официальный код  —  1110.
География
Округ Тирштайн расположен на северо-западе кантона Золотурн, в непосредственной близости от границы с Францией и кантоном Базель-Ланд. Рельеф преимущественно холмистый, с лесами и пастбищами. Регион входит в зону предальпийского ландшафта Юра.
Население
Округ включает несколько коммун с преимущественно немецкоязычным населением. Население округа сравнительно небольшое, плотность населения невысокая, что характерно для сельских регионов Швейцарии.
Коммуны округа
Округ Тирштайн состоит из 12 коммун (Gemeinden):
•Bärschwil
•Beinwil
•Breitenbach
•Fehren
•Grindel
•Himmelried
•Kleinlützel
•Meltingen
•Nunningen
•Seewen
•Wahlen bei Laufen
•Zullwil

## Коммуны округа
| Герб         | Коммуна      | Население (2005) | Площадь км² | Официальный код |
| ------------ | ------------ | ---------------- | ----------- | --------------- |
| Бершвиль     | Бершвиль     | 877              | 11,20       | 2611            |
| Байнвиль     | Байнвиль     | 310              | 22,67       | 2612            |
| Брайтенбах   | Брайтенбах   | 3330             | 6,83        | 2613            |
| Бюссерах     | Бюссерах     | 1920             | 7,55        | 2614            |
| Эршвиль      | Эршвиль      | 922              | 7,48        | 2615            |
| Ферен        | Ферен        | 586              | 1,50        | 2616            |
| Гриндель     | Гриндель     | 492              | 3,05        | 2617            |
| Химмельрид   | Химмельрид   | 968              | 6,00        | 2618            |
| Клайнлютцель | Клайнлютцель | 1297             | 16,34       | 2619            |
| Мельтинген   | Мельтинген   | 617              | 5,76        | 2620            |
| Нуннинген    | Нуннинген    | 1919             | 10,27       | 2621            |
| Цульвиль     | Цульвиль     | 597              | 3,63        | 2622            |
|              | Итого (12)   | 13 835           | 102,28      | 1110            |